# 322 aC
El 322 aC va ser un any del calendari romà prejulià. A la República i a l'Imperi Romà es coneixia com l'Any del consolat de Rul·lià i Curi (o també any 432 ab urbe condita o de la Fundació de Roma). La denominació «322 aC» per a aquest any s'ha emprat des de l'edat mitjana, quan el calendari Anno Domini va ser el mètode prevalent a Europa per a anomenar els anys.

## Esdeveniments

### Regne de Macedònia. Antiga Grècia
- Expansió de Macedònia després de la mort d'Alexandre el Gran (323 aC). Perdicas, nomenat regent, va fer matar a Melèagre, que havia nomenat successor d'Alexandre a Filip III Arrideu. Perdicas s'assegura el poder i inicia la conquesta de Capadòcia que Alexandre havia ignorat i es mantenia com un regne independent sota Ariarates I. Ariarates és derrotat en dues batalles i fet presoner i executat; el govern de Capadòcia el dona al seu amic Èumenes de Càrdia. Perdicas segueix cap a Pisídia on sotmet les ciutats de Laranda i Isaura.[2]
- Antípatre, general macedoni, que havia estat nomenat regent de Macedònia per l'assemblea de generals que no acceptaven a Perdicas, torna a Macedònia i dona en matrimoni a la seva filla Fila a Cràter d'Orèstia en recompensa per l'assistència que li va donar a la guerra de Làmia.[3]
- Ptolemeu I Soter, general macedoni i un dels diàdocs, governador i després rei d'Egipte, va fer una aliança secreta amb Antípatre contra Perdicas. Ptolemeu va convèncer Arrideu, encarregat del funeral d'Alexandre, de portar el cos a Egipte en comptes de portar-lo a Macedònia. Pel mateix temps va incorporar Cirene als seus dominis a la mort de Timbró d'Esparta. Posa Cirene sota el mandat d'Ofel·les, que havia conquerit el territori.[4]
- Antípatre, amb el reforç de les tropes de Cràter d'Orèstia que arriben per mar, s'enfronta als aliats grecs en la batalla de Crannon, a Tessàlia.[5]

### Antiga Roma
- Aquest any són elegits cònsols Quint Fabi Màxim Rul·lià i Luci Fulvi Curi. La guerra al Samni era la principal preocupació. Els samnites havien contractat mercenaris dels territoris veïns. Sembla que Màxim Rul·lià va ser a la Pulla on va derrotar els samnites.[6]
- Curi és el primer Fulvi que apareix a la història de Roma i és possible que hagués estat abans cònsol de Túsculum quan aquesta ciutat es va revoltar contra Roma, i al rebutjar la revolta i passar al camp romà va ser premiat amb el mateix càrrec que tenia. Derrota als tusculans i els Annals diuen que també, ell i el seu col·lega, van vèncer als samnites.[7]
- Papi Brútul, dirigent del Samni i un dels iniciadors de la Segona Guerra Samnita, després de continuades derrotes va veure com el consell del seu poble el volia entregar ala romans. Però Brútul posa fi a la seva pròpia vida abans de caure en mans de l'enemic.[8]

## Necrològiques
- Aristòtil, filòsof. Va haver de marxar d'Atenes per les acusacions d'impietat que havia llançat contra ell el hierofanta Eurimedont, i va marxar a l'illa d'Eubea, on va morir de causes naturals a l'edat de 62 anys. Havia nomenat conseller delegat el seu alumne Antípatre i va deixar un testament on demana de ser enterrat amb la seva dona.[9]
- Demòstenes, orador grec. Antípatre i Cràter, després d'haver vençut la resistència atenenca, van a Atenes i Demòstenes i els seus partidaris han de fugir. A proposta de Demades, el sentencien a mort en absència. Demòstenes es refugia a Calàuria al temple de Posidó. Àrquias el persegueix i el troba, i el convida a presentar-se davant Antípater. Demòstenes, per no caure a les seves mans, es suïcida.[10]